# المادة (فلم)
المادة (بالإنجليزية: The Substance) هو فيلم رعب جسدي أنتج عام 2024، من تأليف وإخراج كورلي فارجاه. يتتبع الفيلم قصة نجمة شهيرة آخذة في الأفول تُدعى إليزابيث سباركل (ديمي مور)، والتي تلجأ إلى عقار من السوق السوداء بعد أن طردها منتجها (دينيس كويد) بسبب تقدمها في السن، فينتج عن هذا العقار نسخة أصغر سنًا منها (مارغريت كوالي) مع آثار جانبية غير متوقعة. يُعرف الفيلم بعناصره الساخرة وصوره المغارية والواقعية فائقة الدقة.
المادة هو الفيلم الطويل الثاني للمخرجة كورلي فرجاه، بعد فيلم "انتقام" (Revenge) الصادر عام 2017. واستلهمت فرجاه فكرة الفيلم من الضغوط المجتمعية المفروضة على أجساد النساء وتقدّمهن في السن، فكتبت السيناريو خلال عامين، وشكّلت فريق إنتاج مشتركًا بين فرنسا والمملكة المتحدة والولايات المتحدة. واستغرقت مرحلة التصوير الرئيسي في فرنسا 108 أيام، وشهدت استخدامًا مكثفًا للمكياج السينمائي والمؤثرات العملية، بما في ذلك البدلات، والدمى، والعرائس، ولقطات الإدراج، ونحو 21,000 لتر (ما يعادل 5,500 غالون أمريكي) من الدماء الاصطناعية لتجسيد التحول الذي تمرّ به إليزابيث نتيجة تناولها العقار. وكتب الموسيقى السينمائية للفيلم الملحن رافرتي (Raffertie)، وتضمّنت غلافًا لأغنية "پامپ إيت آپ" (!Pump It Up) من أداء دي جي إندور (DJ Endor).
عُرض الفيلم لأول مرة في 19 مايو 2024 ضمن المسابقة الرسمية للدورة السابعة والسبعين من مهرجان كان السينمائي، حيث فازت كورلي فرجاه بجائزة أفضل سيناريو. وكان من المقرر أن توزعه شركة يونيفرسال بيكتشرز في دور العرض، لكنه صدر لاحقًا في دور السينما في المملكة المتحدة والولايات المتحدة عبر منصة موبي (Mubi) في 20 سبتمبر 2024، وفي فرنسا عبر شركة "ميتروپوليتان فيلميكسپورت" (Metropolitan Filmexport) في 6 نوفمبر 2024. ويُعد الفيلم الأعلى إيرادًا في تاريخ موبي، إذ حقق ما بين 77 و82 مليون دولار في شباك التذاكر مقابل ميزانية إنتاج بلغت 18 مليون دولار. نال الفيلم مراجعات إيجابية، وفاز بجائزة أفضل مكياج وتصفيف شعر في الدورة السابعة والتسعين من جوائز الأوسكار، بالإضافة إلى العديد من الجوائز الأخرى. كما فازت ديمي مور بجائزة غولدن غلوب، وجائزة نقاد السينما (Critics' Choice)، وجائزة نقابة ممثلي الشاشة (SAG) عن أدائها، وتلقت ترشيحًا لجائزة الأوسكار لأفضل ممثلة.

## القصة
في عيد ميلادها الخمسين، تُفاجأ إليزابيث سباركل، وهي نجمة سينمائية هوليوودية كانت شهيرة في الماضي لكنها باتت منسية الآن، بطردها بشكل مفاجئ من برنامجها التلفزيوني الرياضي الطويل الأمد من قبل المنتج هارفي، وذلك بسبب تقدمها في السن. وبينما هي في حالة من الصدمة، تتعرض إليزابيث لحادث سيارة بعد أن شتّت انتباهها مشهد إزالة لوحة إعلانية لها. وأثناء وجودها في المستشفى، يقوم ممرض شاب بسرية تامة بإعطائها وحدة تخزين تحتوي على إعلان عن سائل يُدعى "المادة"، وهو عقار يُباع في السوق السوداء يُروَّج له بوعد بأنه يمنح "نسخة أكثر شبابًا، وأكثر جمالًا، وأكثر كمالًا" من الذات.
بدافع الفضول واليأس، تطلب إليزابيث عقار "المادة" (The Substance) وتحقن "مصل التفعيل" المخصص للاستخدام لمرة واحدة فقط. تبدأ بالتشنج بينما يولّد جسدها امرأة شابة تُدعى سو (Sue)، تخرج من شق في ظهرها. يجب على الجسدين أن يتبادلا الوعي كل سبعة أيام دون استثناء، حيث يبقى الجسد غير النشط في غيبوبة ويتغذى عن طريق الوريد بمخزون أسبوعي من الطعام. ولمنع تدهور الجسد الجديد، يتعيّن حقنه يوميًا بسائل "مُثبِّت" يتم استخراجه من الجسد الأصلي.
تتحوّل سو إلى نجمة بين ليلة وضحاها بعد مشاركتها في تجربة أداء لتحل محل إليزابيث، ويعرض عليها المنتج هارفي لاحقًا تقديم برنامج ليلة رأس السنة المرموق على الشبكة التلفزيونية. وبينما تعيش سو حياة سعيدة مليئة باللذة، تغرق إليزابيث في العزلة وتتحوّل إلى شخصية ماقته لذاتها. وقبيل نهاية أحد الدورات الأسبوعية، تصطحب سو رجلًا إلى المنزل لعلاقة عابرة، لكنها تؤخّر عملية التبديل من خلال استخراج كمية إضافية من السائل المثبّت، ما يؤدي إلى تقدّم سريع في عمر إصبع السبابة الأيمن لإليزابيث. فتتواصل إليزابيث مع المزوّد، الذي يحذّرها من أن مخالفة جدول التبديل ستؤدي إلى شيخوخة سريعة ولا رجعة فيها للجسد الأصلي.
تزداد كراهية إليزابيث نحو سو بسبب استهتارها لجدول التبديل، بينما تبدأ سو بدورها في مقت إليزابيث بسبب كراهيتها لنفسها ونهمها المتزايد للطعام. وبعد نوبة مدمّرة بشكل خاص عايشتها إليزابيث، تقوم سو بتخزين كميات كبيرة من السائل المثبّت وترفض العودة إلى جسدها الأصل.
بعد مرور ثلاثة أشهر، وفي اليوم السابق للبث الخاص لليلة رأس السنة، تنفد كمية السائل المثبّت لدى سو، فتتواصل مع المزوّد الذي يخبرها بضرورة التبديل الجسدي من أجل إعادة تعبئة السائل. وعندما يتم التبديل، تجد إليزابيث نفسها وقد تحوّلت إلى عجوز مشوّهة حدباء. وفي محاولة يائسة لمنع سو من الاستمرار في تسريع شيخوختها، تطلب إليزابيث مصلًا مصمَّمًا لإنهاء حياة سو. لكنها بعد أن شعرت مجددًا بالرغبة في نيل الإعجاب الذي كانت سو تحظى به بصفتها نجمة مشهورة، تتوقف قبل أن تُكمل حقن المصل وتقوم بإنعاش سو، مما يترك الاثنتين في وعي تام في آنٍ واحد. وعندما تدرك سو نية إليزابيث الأصلية، تهاجمها وتقتلها، ثم تغادر لتقديم عرض ليلة رأس السنة.
في غياب إليزابيث، يبدأ جسد سو في التدهور بسرعة. وفي حالة من الذعر، تحاول أن تخلق نسخة جديدة من نفسها باستخدام ما تبقّى من مصل التفعيل، رغم التحذير بأنه مخصص للاستخدام مرة واحدة فقط. يؤدي ذلك إلى ولادة جسد مشوّه ومُسخ يُعرف باسم "مونسترو إليزاسو" (Monstro Elisasue)، يحمل ملامح كل من إليزابيث وسو. مرتديةً قناعًا مصنوعًا من ملصق قديم لإليزابيث، تعود إليزاسو الوحش إلى الاستوديو وتحاول تقديم العرض، لكن الجمهور يثور في فوضى عارمة إثر مظهرها الوحشي. يقوم أحد الحضور بقطع رأسها، لكن رأسًا أكثر تشوّهًا ينمو مجددًا، وفي الوقت نفسه ينكسر أحد ذراعيها، فيغرق الجمهور والاستوديو بالدماء النابع من جسدها.
تهرب إليزاسو الوحش من الاستوديو، لكن جسدها ينهار وينفجر إلى أشلاء وأحشاء. ينفصل وجه إليزابيث الأصلي عن الكتلة اللحمية، ويزحف نحو نجمها المهمل على ممشى المشاهير في هوليوود. تبتسم وهي تهلوس بأنها محاطة بالمعجبين، قبل أن تذوب في بركة من الدم. وفي اليوم التالي، تقوم آلة تنظيف الأرضيات بمسح آثارها بالكامل.

## الممثلون
- ديمي مور بدور إليزابيث سباركل
- مارغريت كوالي بدور سو
- دينيس كويد بدور هارفي
- إدوارد هاميلتون-كلارك بدور فريد
- غور أبرامز بدور أوليفر
- أوسكار لوساج بدور تروي
- كريستيان إريكسون بدور الرجل في المقهى
- روبين غرير بدور الممرض
- توم مورتون بدور الطبيب
- هيوغو دييغو غارسيا بدور دييغو، الحبيب
- يان بين بدور صوت "المادة" (The Substance).

## الإنتاج
في يناير 2022، أُعلن أن ديمي مور ومارغريت كوالي ستلعبان دور البطولة في الفيلم، الذي ستنتجه شركة وركينغ تايتل للأفلام وتوزيع يونيفرسال بيكتشرز. في فبراير 2022، أعلن عن انضمام راي ليوتا إلى فريق التمثيل.
بدأ التصوير في باريس في مايو 2022. في أغسطس 2022، ذكرت مجلة Deadline Hollywood أن الفيلم "قيد الإنتاج حاليًا". في وقت لاحق  من الشهر نفسه، أكدت كوالي في مقابلة مع مجلة دبليو أنها تعمل حاليًا على الفيلم. انتهى التصوير رسميًا في أكتوبر 2022.
في عام 2023، أعلن أن دينيس كويد حل محل ليوتا، الذي وافته المنية قبل أن يتمكن من تصوير دوره.

## الإصدار
اختير فيلم المادة للمنافسة على جائزة السعفة الذهبية في مهرجان كان السينمائي 2024، حيث كان العرض العالمي  في 19 مايو 2024. وقف الحضور للفيلم بحفاوة بالغة استمرت لمدة تسع دقائق،  وقيل 11 دقيقة  أو 13 دقيقة.
قبل ذلك، حصلت شركة Mubi على حقوق نشر الفيلم في جميع أنحاء العالم، وتخطط الشركة لتوزيعه بطريقة مسرحية في أمريكا الشمالية والمملكة المتحدة وأيرلندا وألمانيا والنمسا وأمريكا اللاتينية والبنلوكس بالإضافة إلى امتلاك حقوق بثه في تركيا والهند، في حين أن شركة The Match Factory التابعة لها ستتولى المبيعات في مكان آخر. حصلت شركة Metropolitan Filmexport على حقوق التوزيع الفرنسية من ذا ماتش فاكتوري. كان من المقرر في الأصل أن توزّع الفيلم شركة يونيفرسال بيكتشرز.

## الاستقبال
على موقع روتن توميتوز، حصل الفيلم على نسبة موافقة 91% بناءً على 32 مراجعة، بمتوسط تقييم 8.5/10. في موقع ميتاكريتيك، حصل الفيلم على متوسط نقاط 83 من أصل 100 بناءً على 14 مراجعة نقدية، مما يشير إلى "الإشادة العالمية".
صنّف ديفيد إيرليك من إندي واير الفيلم بدرجة A، واصفًا إياه بأنه "تحفة رعب جسدية ملحمية وجريئة ... كلاسيكية فورية، وبأنه التجربة المسرحية الأكثر إمتاعًا لهذا العام".
منح نيكولاس باربر من بي بي سي الفيلم أربعة نجوم من أصل خمسة، وأشاد بأداء مور: "من خلال اقتحام أفضل دور لها على الشاشة الكبيرة منذ عقود، لا تخشى ديمي مور محاكاة صورتها العامة." 

## الجوائز والترشيحات
| قائمة الجوائز والترشيحات            | قائمة الجوائز والترشيحات | قائمة الجوائز والترشيحات | قائمة الجوائز والترشيحات | قائمة الجوائز والترشيحات |
| الجائزة                             | الفئة                    | المستلم                  | النتيجة                  | م.                       |
| ----------------------------------- | ------------------------ | ------------------------ | ------------------------ | ------------------------ |
| مهرجان كان السينمائي                | السعفة الذهبية           | كورلي فرجاه              | رُشِّح                      | [ 20 ]                   |
| مهرجان كان السينمائي                | جائزة أفضل سيناريو       | كورلي فرجاه              | فوز                      | [ 21 ]                   |
| جوائز الأكاديمية البريطانية للأفلام | أفضل مخرج                | المادة                   | رُشِّح                      | [ 22 ]                   |
| جوائز الأكاديمية البريطانية للأفلام | أفضل ممثلة               | ديمي مور                 | رُشِّح                      | [ 22 ]                   |
| جوائز الأكاديمية البريطانية للأفلام | أفضل سيناريو أصلي        | المادة                   | رُشِّح                      | [ 22 ]                   |
| جوائز الأكاديمية البريطانية للأفلام | أفضل مكياج وشعر          | المادة                   | رُشِّح                      | [ 22 ]                   |
| جوائز الأكاديمية البريطانية للأفلام | أفضل صوت                 | المادة                   | رُشِّح                      | [ 22 ]                   |

## روابط خارجية
- المادة  في قاعدة بيانات الأفلام على الإنترنت (بالإنجليزية)